# ケプラー15
ケプラー15（英語: Kepler-15）は、地球から見てはくちょう座の方向におよそ2,460光年離れた位置にある、太陽に似た恒星である。2011年、NASAが打ち上げたケプラーの観測により、太陽系外惑星ケプラー15bが発見された。
| 太陽 | ケプラー15 |
| ---- | ---------- |
| 太陽 | Exoplanet  |

## 惑星系
ケプラーによって惑星のトランジットが検出された後、ホビー・エバリー望遠鏡を用いた分光観測から恒星の視線速度の変化を調べ、質量が推定されたことで、惑星であることが裏付けられた。ケプラー15bは木星より若干小さいホット・ジュピターであり、質量や軌道が似ている他の系外惑星よりも半径が小さいため、重元素の量が過剰になっていると予想される。
| 名称 （恒星に近い順） | 質量                | 軌道長半径 （天文単位） | 公転周期 (日) | 軌道離心率 | 軌道傾斜角         | 半径                |
| --------------------- | ------------------- | ----------------------- | ------------- | ---------- | ------------------ | ------------------- |
| b                     | 0.66 +0.08 −0.09 MJ | 0.05714                 | 4.942782      | 0.06       | 87.44 +0.18 −0.20° | 0.96 +0.06 −0.07 RJ |